# Stéphane Moulin
Stéphane Moulin es un exfutbolista y entrenador de fútbol francés. Actualmente dirige al Valenciennes FC del Championnat National.

## Carrera como jugador
Moulin fue un futbolista modesto. Jugaba como centrocampista y debutó a nivel profesional con el Angers SCO de la Division 2 en 1984. Jugó en este equipo durante 6 años, pasando entonces al LB Châteauroux, donde no tuvo mucho protagonismo. En 1992 recaló en el SO Châtellerault, donde se retiraría 5 años más tarde, jugando en el Championnat National.

## Carrera como entrenador
SO Châtellerault
Tras retirarse, Moulin se convirtió en entrenador del SO Châtellerault en 1997, al que dirigió durante ocho temporadas, compitiendo en el Campeonato Amateur de Francia.
Angers SCO "B"
En 2005, fue contratado por el Angers SCO, su club de formación como futbolista, haciéndose cargo del equipo filial el año siguiente, también en el CFA. 
Angers SCO
Tras cinco temporadas al frente del Angers "B", el 2 de junio de 2011, tomó las riendas del primer equipo del Angers SCO, en aquel momento compitiendo en la Ligue 2, tras la marcha de Jean-Louis Garcia al RC Lens.
En su primera temporada en el banquillo del club, el Angers SCO finalizó como 11º clasificado; mejorando al 5º puesto en el curso siguiente. Finalmente, en la temporada 2014-15, el conjunto de los Países del Loira terminó tercero y obtuvo así el ascenso a la Ligue 1 21 años después.
En la Ligue 1 2015-16, pese a ser un recién ascendido y a su modesto presupuesto, el Angers protagonizó un brillante comienzo, llegando a situarse como 2º clasificado detrás del multimillonario París Saint-Germain. Tras concluir la primera vuelta del torneo ocupando la 3ª posición, el club renovó el contrato de Moulin hasta 2019. El equipo no pudo mantener el ritmo en la segunda vuelta y terminó el campeonato como noveno clasificado, pero eso no dejaba de ser un logro destacable para un debutante en la categoría.
En la temporada 2016-17, el Angers logró clasificarse para la final de la Copa de Francia, algo que sólo había conseguido una vez en toda su historia, en 1957. Perdió dicha final por 1-0 contra el París Saint-Germain, pero logró mantenerse un año más en la Ligue 1, siendo 12º con 46 puntos. En aquel momento, con la retirada de Arsène Wenger, Moulin se convirtió en el entrenador que más tiempo llevaba dirigiendo a un equipo de las grandes ligas europeas.
El 21 de mayo de 2019, tras volver a mantener a su equipo en la élite, Moulin renovó nuevamente su contrato con el club.
El 26 de marzo de 2021, Moulin anunció que dejaría el banquillo del Angers a final de temporada. Permaneció una década al mando del equipo angevino, al que dejó consolidado en la Ligue 1.
SM Caen
El 4 de junio de 2021, fue presentado como nuevo entrenador del SM Caen para las 3 próximas temporadas. El 17 de mayo de 2023, el club anunció que el técnico no seguiría en el banquillo la próxima temporada.
Valenciennes FC
El 21 de mayo de 2025, se incorporó al Valenciennes FC.

## Clubes

### Como jugador
| Club             | País    | Año       | Partidos | Goles |
| ---------------- | ------- | --------- | -------- | ----- |
| Angers SCO       | Francia | 1984-1990 | 138      | 6     |
| LB Châteauroux   | Francia | 1990-1992 | 22       | 1     |
| SO Châtellerault | Francia | 1992-1997 | 14       | 4     |

### Como entrenador
- Datos actualizados al último partido dirigido el 26 de noviembre de 2021.

| Club             | País    | Año       | P   | PG  | PE  | PP  | % v.   |
| ---------------- | ------- | --------- | --- | --- | --- | --- | ------ |
| SO Châtellerault | Francia | 1997-2005 | 285 | 116 | 89  | 80  | 51.11% |
| Angers SCO "B"   | Francia | 2006-2011 | 178 | 75  | 43  | 60  | 51.05% |
| Angers SCO       | Francia | 2011-2021 | 416 | 154 | 111 | 151 | 45.91% |
| SM Caen          | Francia | 2021-2023 | 26  | 7   | 10  | 9   | 39.74% |
| Valenciennes FC  | Francia | 2025 -    |     |     |     |     |        |
| Total            | Total   | Total     | 905 | 352 | 253 | 300 | 48.22% |